# Shingo Morita (Fußballspieler, 2001)
Shingo Morita (japanisch 森田 慎吾 Morita Shingo; * 9. Juli 2001 in der Präfektur Tokio) ist ein japanischer Fußballspieler.

## Karriere
Morita erlernte das Fußballspielen in der Jugendmannschaft vom FC Tokyo. Die U23-Mannschaft des Vereins spielte in der dritten Liga, der J3 League. Bereits als Jugendspieler absolvierte er 12 Drittligaspiele.